# Lotnisko Smederevo
Lotnisko Smederevo (IATA: SDO, ICAO: LYSD) – lotnisko położone 4 kilometry na północny wschód od centrum Smedereva (Serbia). Używane jest do celów rolniczych i sportowych.